# Demoichelle
La Demoichelle est un appareil volant ultra-léger motorisé (ULM) dont les plans et kit sont distribués par l'APEV (Association pour la Promotion des Échelles Volantes)

## Historique
C'est au salon ULM de Blois de 2007 que Daniel Dalby a eu l'idée de la Demoichelle.
Les tentatives de répliques de la Demoiselle de Alberto Santos-Dumont qui fit son premier vol en 1907 avaient jusque-là été décevantes. Daniel Dalby a ainsi pensé à une réplique de la Demoiselle modernisée et simple à construire, à l'image de la série des Pouchel.
Le prototype de la Demoichelle a été construit au cours de l'hiver 2008-2009 et l'appareil a fait son premier vol le 12 août 2009 en Bourgogne. La campagne d'essai a ensuite eu lieu sur l'aérodrome de Voves-Viabon au mois d'août 2009. L'appareil a été présenté au salon ULM de Blois en 2009.

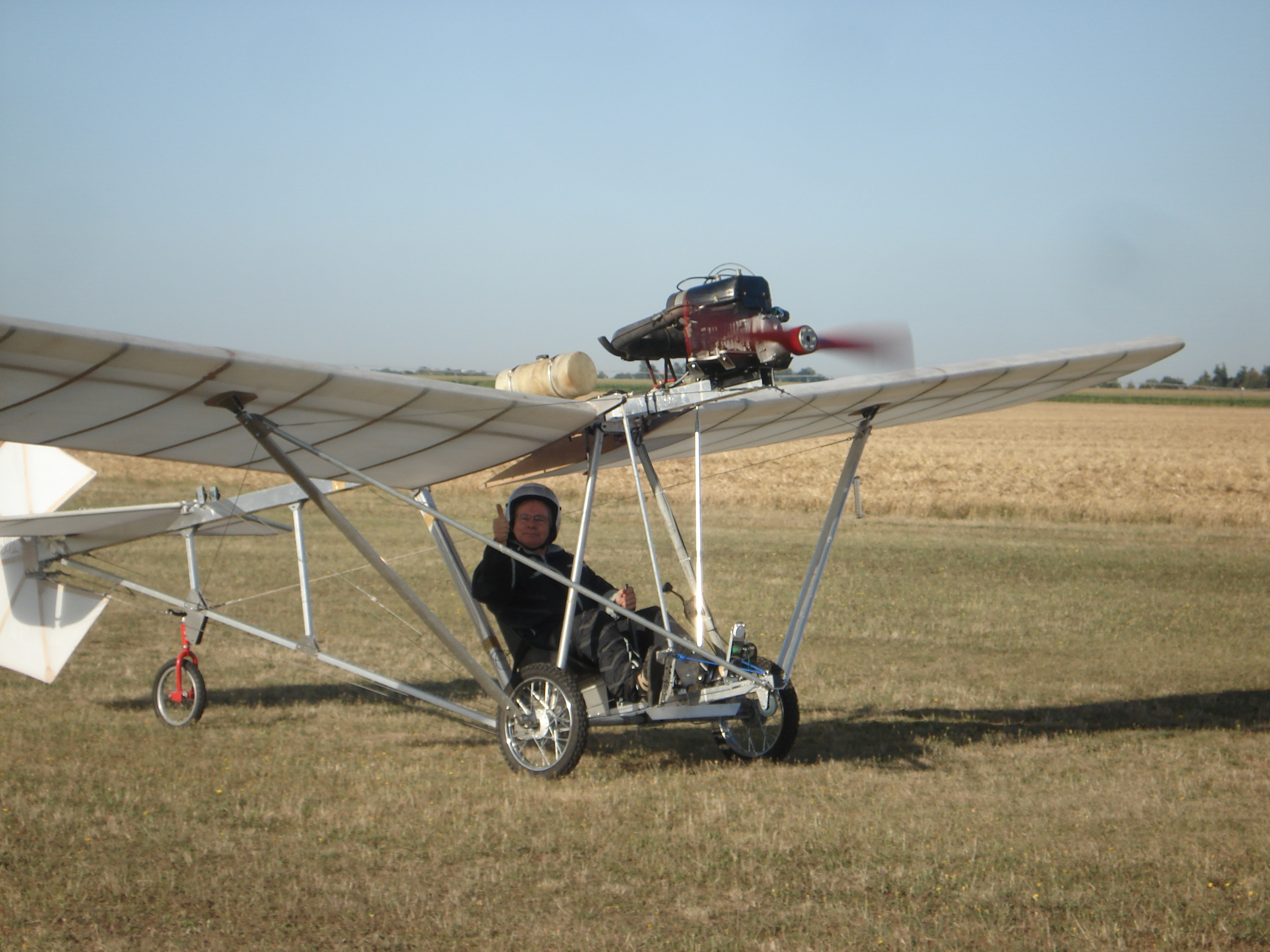
Daniel Dalby au roulage à bord de la Demoichelle.

L'Association pour la Promotion des Échelles Volantes distribue aujourd'hui les plans et les kits de la Demoichelle et de nombreuses constructions sont entamées en France et à l'étranger.

## Description
La Demoichelle est un ULM monoplace 3 axes, réplique modernisée de la Demoiselle de Alberto Santos-Dumont. L'appareil présente la particularité d'avoir des ailes pivotantes. Ce système présente l'avantage d'être plus simple à construire que des ailerons classiques, et engendre très peu de lacet inverse.
Le fuselage est construit en aluminium et assemblé par rivetage-collage. Les longerons d'ailes sont en aluminium et les nervures sont en Styrodur. La Demoichelle est motorisée par un moteur Rotax 377 d'une puissance de 37 chevaux. Il est possible de l'équiper de nombreux autres moteurs.

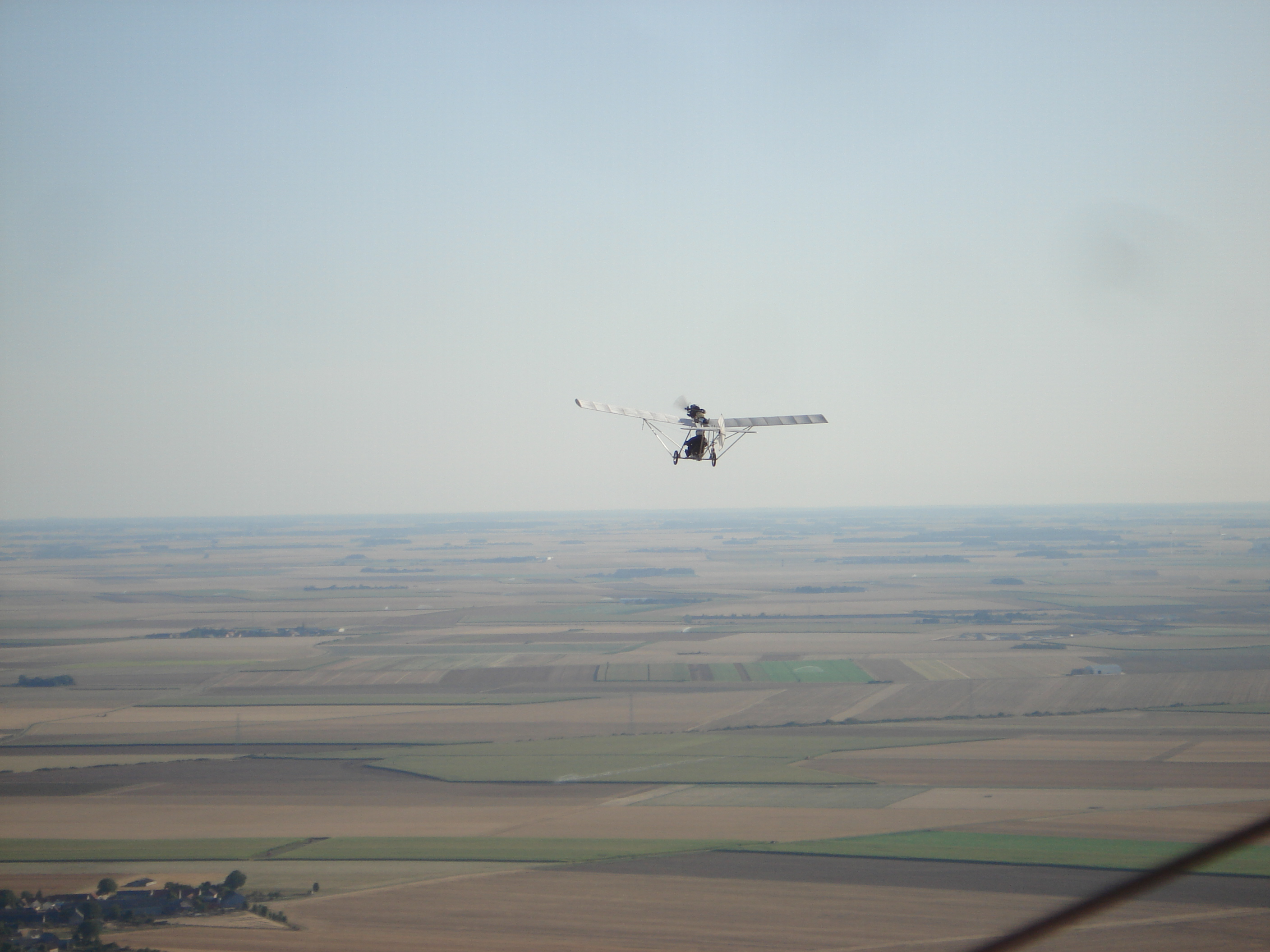
La Demoichelle en vol au-dessus de la Beauce.